# عبد الحليم القلعاوي
عبد الحليم القلعاوي (بالإنجليزية: Abdel Halim Alqalaawy) ممثل مصري من مواليد 27 يوليو 1901، وهو والد الفنانة إحسان القلعاوي (1932 – 2008) الحاصلة على  ليسانس آداب اللغة الفرنسية وشهادة معهد الفنون المسرحية،  والفنان محمود القلعاوي (1939 – 2018) الحاصل على ليسانس الحقوق 1964. بدأ عبد الحليم القلعاوي العمل الفني على المسارح في عشرينيات وثلاثينيات القرن الماضي. بدأ مع فرقة نجيب الريحاني المسرحية ثم أنتقل إلى فرقة رمسيس المسرحية وتنوعت أعماله بين المسرح والسينما.
توفي في أول يناير 1961 عن عمر يناهز 60 سنة قدم خلالها حوالي 54 عمل بين المسرح والسينما.

## أهم أعماله
فيلم «ملكة المسارح» للمخرج ماريو فولبي عام 1936، قام بدور حنظل.
فيلم «الآنسة بوسة» للمخرج نيازي مصطفى عام 1945، قام بدور شحاته كاكا البلطجي.
مسرحية «صاحب الجلالة» للمخرج السيد بدير عام 1955، قام بدور غضنفر شاه.
مسرحية «منافق للإيجار» للمخرج محمد توفيق عام 1960، قام بدور شعراوي غصن البان.
مسرحية «يا الدفع يا الحبس» للمخرج إستيفان روستي عام 1961 (آخر عمل له).

## وصلات خارجية
- عبد الحليم القلعاوي على موقع السينما
- عبد الحليم القلعاوي على موقع دهليز
- عبد الحليم القلعاوي على موقع IMDB
- عبد الحليم القلعاوي على موقع كاروهات